# HIP 5158
HIP 5158 (tidigare CD-23 395) är en ensam stjärna belägen i den södra delen av stjärnbilden Valfisken. Den har en skenbar magnitud av ca 10,16 och kräver ett teleskop för att kunna observeras. Baserat på parallax enligt Gaia Data Release 3 på ca 19,32 mas beräknas den befinna sig på ett avstånd av ca 169 ljusår (ca 52 parsec) från solen. Den rör sig bort från solen med en heliocentrisk radialhastighet av ca 15,3 km/s. Den har en relativt stor egenrörelse och rör sig över himlavalvet med en vinkelförflyttning av 0,205 bågsekund per år.

## Egenskaper
Hip 5158 är en orange till gul stjärna i huvudserien av spektralklass K5 V Den har en massa av ca 0,75 solmassa, en radie av ca 0,69 solradie och utsänder energi från dess fotosfär motsvarande ca 0,19 gånger solen vid en effektiv temperatur av ca 4&nbs600 K. Stjärnan roterar långsamt med en rotationsperiod på ca 42,3 dygn. Baserat på överskott av järn, verkar stjärnan vara metallrik, med en koncentration av tunga grundämnen lika med 125 pcocent av solens överskott.

## Planetsystem
År 2009 upptäcktes en gasjätteplanet, HIP 5158 b, i omloppsbana kring stjärnan. Den kvadratiska driften i de radiella hastigheterna tyder på förekomst av ytterligare en yttre exoplanet i systemet, vilket bekräftades 2011. Den stora osäkerheten i massan av HIP 5158 c lämnar frågan öppen om detta är en exoplanet eller en brun dvärg.
| Planet | Massa    | Halv storaxel (AE) | Siderisk omloppstid (d) | Excentricitet | Inklination | Radie |
| ------ | -------- | ------------------ | ----------------------- | ------------- | ----------- | ----- |
| b      | ≥1,42 MJ | 0,89               | 345,72 ± 5,37           | 0,52 ± 0,08   | -           | -     |
| c      | ≥15,04   | 7,7 ± 1,88         | 9,018 ± 3,181           | 0,14 ± 0,1    | -           | -     |